# Ormone lattogeno placentare
L'ormone lattogeno placentare (HPL, dall'inglese Human Placental Lactogen; o somatomammotropina corionica 1, chorionic somatomammotropin hormone 1) è un ormone (descritto per la prima volta nel 1963) prodotto dall'embrione e dal feto a partire dal sinciziotrofoblasto e di conseguenza diffuso nella circolazione materna.

## Struttura molecolare
Il peso molecolare dell'ormone è di 22,125 e consiste di una singola catena di 191 residui aminoacidici, legati da un ponte disolfuro; la struttura contiene 8 eliche.
È codificato da geni ubicati sul cromosoma 17q22-24.

## Funzione
L'ormone incide sul metabolismo dell'organismo materno: diminuisce la sensibilità all'insulina e, quindi, aumenta i livelli di glucosio nel sangue della madre e ne diminuisce l'utilizzo, con lo scopo di assicurare la nutrizione fetale. Un'ipoglicemia cronica porta a un aumento dell'ormone.
HPL induce lipolisi con rilascio di acidi grassi liberi. Con il digiuno e il rilascio di HPL, gli acidi grassi diventano utilizzabili come fonte d'energia dall'organismo materno, in modo da rendere disponibile più glucosio per il feto. Inoltre, i chetoni formati dagli acidi grassi possono attraversare la placenta ed essere utilizzati dal feto. Tutte queste funzioni supportano la nutrizione fetale in caso di malnutrizione materna.
La molecola ha una blanda azione comparabile a quella dell'ormone della crescita, in quanto favorisce la formazione di tessuti proteici, in misura però cento volte minore.
Secondo una sperimentazione, è in grado di mimare gli effetti della prolattina. Sebbene non sia noto nessun suo ruolo nella lattazione umana, durante la gravidanza il suo aumento ha un'azione trofica e sinergica con la prolattina, tuttavia la lattogenesi è minima per l'effetto inibitorio del progesterone.

## Clinica
È rilevabile nel sangue e nell'urina della donna dalla sesta settimana di gravidanza; durante questo periodo aumenta in maniera progressiva (i massimi livelli sono raggiunti nel periodo a termine, tipicamente intorno ai 5–7 mg/l), dopodiché i suoi livelli decadono molto velocemente dopo il parto.
Piccole dosi sono rilevabili nella circolazione fetale.
La sua emivita nel circolo materno varia tra i 10 e i 30 minuti (in media 15 minuti), il che lo candida a essere un indice significativo nella valutazione della funzionalità della placenta. Improvvisi cali di concentrazione dell'ormone richiedono approfondimenti per escludere pericolo di aborto e sofferenza del feto. Al contrario, livelli al di sopra nella norma evocano il sospetto di diabete mellito o eritroblastosi o, fisiologicamente, di una gravidanza gemellare.
Sebbene sia un indicatore della salute fetale, altri test sono più affidabili; normali gravidanze possono verificarsi anche in assenza di quantità titolabili di HPL nel sangue materno.